# 카를로 에마누엘레 2세 디 사보이아 공작
카를로 에마누엘레 2세(이탈리아어: Carlo Emanuele II di Savoia, 프랑스어: Charles Emmanuel II de Savoie 샤를 에마뉘엘 2세 드 사부아[*] 1634년 6월 20일 ~ 1675년 6월 12일)는 사보이아 공국의 군주이자 키프로스와 예루살렘의 왕이다. 사보이아 공작 비토리오 아메데오 1세와 프랑스 공주 마리아 크리스티나 사이에서 태어났다. 아버지의 뒤를 이은 형 프란체스코 자친토가 즉위 1년만에 요절하면서 삼남 카를로 에마누엘레는 4세의 나이에 어머니 마리아 크리스티나의 섭정을 받아 사보이아 공작위으로 즉위하였다.
그는 1663년 어머니의 조카이자 자신에게는 이종사촌누이가 되는 오를레앙 공 가스통의 딸 프랑수아즈 마들렌느과 결혼했다. 프랑수아즈 마들렌느는 후계자를 남기지 못한 채 1년만에 죽었고 카를로 에마누엘레는 사부아의 마리 잔과 재혼했다.
그는 사보이아 공국의 발전에 큰 힘을 쏟았고, 2만명의 상비군을 영토에 배치하였다. 열렬한 가톨릭교회 신자였던 그는 왈도파의 학살을 명령하여 유럽 각지의 문학가로부터 비난을 샀다.